# La Cala Golf Resort

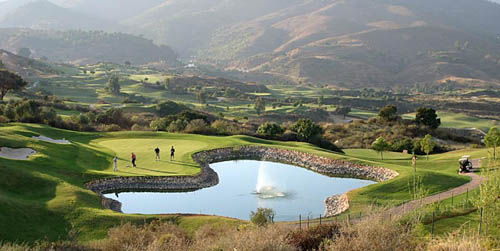
Green 16º de Campo América.

La Cala Resort es un complejo de golf de la Costa del Sol situado en el municipio de Mijas, en la provincia de Málaga. Comprende tres campos de golf de 18 hoyos (Campo América, Campo Asia y Campo Europa), un recorrido 'pitch & putt' de seis hoyos par 3 y una academia de golf La Cala Golf Academy. Asimismo cuenta con un hotel de cuatro estrellas La Cala Hotel, un completo Spa La Cala Spa y propiedades inmobiliarias La Cala Inmobiliaria.
Los tres campos de 18 hoyos fueron diseñados por Cabell B. Robinson y presentan distintos grados de dificultad. Tanto el hotel como lasotras instalaciones son de estilo andaluz tradicional. Fue inaugurado en 1989.

## La Cala Hotel
Con vistas al parque natural de la Sierra de Mijas, La Cala Hotel es un establecimiento de cuatro estrellas.

## La Cala Golf
La gran extensión del resort le permite albergar tres campos de golf de 18 hoyos diseñados por Cabell B. Robinson, que presentan distintos grados de dificultad:
- Campo América (6.009 metros, par 72, cinco de los hoyos par 5)
- Campo Asia (5925 metros, par 72)
- Campo Europa (6014 metros, par 71)

## Academia de Golf
Esta Escuela de golf cuenta con todas las infraestructuras necesarias para iniciarse en este deporte: Zona de prácticas – 4 zonas para tee, 2 greens de juego en corto con bunker, un campo de 6 hoyos par 3, Pro Shop/Golf Lounge, Workshop, área de descanso, escuela de golf para Juniors...
La escuela ofrece simuladores para el análisis del swing, basado en mediciones de ultrasonido precisos, analizando los 28 parámetros más importantes del putt y mostrando los resultados en gráficos.
La Academia también alberga un Campo de Golf de 6 hoyos par 3 de un diseño intrincado con greens de alta calidad. El cuarto es el hoyo más largo, de 145 metros, el segundo es de 135 metros sobre un barranco y sólo un hoyo, el quinto, tiene menos de 100 metros. 